# 푸꾸이현
푸꾸이현(베트남어: Huyện Phú Quý / 縣富貴)은 베트남 남동부 지방 빈투언성의 현이다.

## 지리
푸꾸이현은 총 10개의 섬으로 이루어져 있으며, 푸꾸이섬이 가장 크다. 그 섬은 면적이 16.5km2이다. 푸꾸이현은 판티엣에서 남동쪽으로 120km, 깜라인에서 남쪽으로 150km, 붕따우에서 동쪽으로 120km, 꼰선에서 북동쪽으로 333km, 스프래틀리 제도에서 서쪽으로 540km 떨어져 있다. 섬에서 가장 높은 지점은 106m의 깜닷산이다. 섬의 북쪽은 바위가 많은 반면, 남쪽은 대부분 모래로 이루어져 있다.

## 행정 구역
푸꾸이현은 3사를 관할하고 있다.

### 사
- 응우풍사 (Xã Ngũ Phụng, 五鳳社)
- 땀타인사 (Xã Tam Thanh, 三淸社)
- 롱하이사 (Xã Long Hải, 龍海社)

## 교통
본토와 푸꾸이섬을 연결하는 교통로는 제한되어 있다. 잔잔한 바다에서는 여객선을 타고 이동하는데 최대 6시간이 걸릴 수 있어 관광을 제한할 수 있다. 그러나, 2010년 중반, 협력 해운 회사인 포춘은 푸꾸이섬까지의 이동 시간을 약 2.5~3시간으로 단축하면서 중간 속도의 페리를 운항했다.
중속 여객선은 2015년 중단돼 1년 만에 6시간 운항하는 여객선으로 교체됐다. 2018년에 중속 페리가 복구되었고 현재 푸꾸이섬으로의 여행은 좋은 조건에서 2.5시간이 걸린다.